# نادي كفاح سيدي يحيى
 نادي كفاح سيدي يحيى هو نادٍ رياضي مغربي من مدينة سيدي يحيى ممارس بدوري الدرجة الثالثة المغربي .
قالب:البطولة المغربية ـ القسم الممتاز
قالب:بوابة المغرب